# Albertine Lastera
Albertine Lastera, née le, à[Où ?] est une monteuse française.

## Biographie
Elle fait des études de cinéma à la Femis, département montage, dont elle sort diplômée en 2004.

## Filmographie (sélection)
- 2011 : Jimmy Rivière de Teddy Lussi-Modeste
- 2012 : Mobile Home de François Pirot
- 2013 : La Vie d'Adèle : Chapitres 1 et 2 d'Abdellatif Kechiche
- 2014 : Bébé tigre de Cyprien Vial
- 2015 : Par accident de Camille Fontaine
- 2016 : Quand on a 17 ans d'André Téchiné
- 2017 : Nos années folles d'André Téchiné
- 2017 : Sage Femme de Martin Provost
- 2021 : Ouistreham d'Emmanuel Carrère
- 2023 : Les Âmes sœurs d'André Téchiné

## Distinctions

### Nominations
- César 2014 : César du meilleur montage pour La Vie d'Adèle : Chapitres 1 et 2